# Léda debout
Léda debout est une gravure sur cuivre au burin réalisée par Georges Reverdy, mesurant 28 cm sur 19,1 cm. Sa réalisation est supposée vers 1560 et probablement réalisée à Lyon. Il existe plusieurs versions conservées à Londres, à New York, à Zurich et à Paris à la Bibliothèque nationale de France au département des estampes et photographies.
Elle représente Léda nue, accoudée sur un muret, qui interagit avec un cygne. Trois enfants sont situés en premier plan.